# Дионисий Олимпийски
Дионисий Олимпийски (на гръцки: Άγιος Διονύσιος ο εν Ολύμπω) е източноправославен светец от XVI век, основател на големия южномакедонски олимпийски манастир „Свети Дионисий“, Литохорско. Един от осмината светци-покровители на Тесалия.

## Биография
Роден е преди 1500 година в планинското село Склатена (днес Дракотрипа), Кардишко, със светското име Димитриос (Δημήτριος). На 18 години се замонашва в Метеора под името Даниил.
Три години по-късно се установява в Карея на Света гора. Приема свещенство и велика схима под името Дионисий. Установява се в скита Каракал, където живее 10 години като аскет. Избран е за игумен на българския тогава манастир Филотей.
Тъй като среща голяма съпротива на начина си на живот, Дионсий напуска Света гора и около 1524 година се установява в големия Берски манастир „Свети Йоан Предтеча“. В манастира общува и се сприятелява с бъдещия светец Никанор.
Дионисий отклонява молбата на местните жители да бъде избран за епископ и се оттегля в Олимп, където се заселва в една пещера. Наклеветен, Дионисий е изхвърлен от пещерата си и заминава за Пелион, където през 1542 година основава манастира „Света Троица Сурвия“.
След три години се завръща в Олипм, където и умира. Свети Дионисий е погребан в северозападния параклис на манастира „Света Троица“, оформил се около пещерата му.